# Powiat
En powiat er en sekundær administrationsenhed i Polen som svarer til amter eller regioner i andre lande. Powiatene indgår i voivodskab og omfatter flere gminaer. I 2008 fandtes der i alt 379 powiat i Polen: 314 land powiats, powiat ziemski, og 65 byer med status af powiat, powiat grodzki.
Den lovgivende magt i powiaterne udgøres af rada powiatu (dansk: ~ det folkevalgte amtsråd). Den udøvende magt udgøres af zarząd powiatu (dansk: ~ amtsstyre), som ledes starosta (dansk: ~ amtrådsformand) valgt af rada powiatu. I Powiat grodzki udgøres disse funktioner  af henholdsvis rada miejska (dansk: ~ byrådet) og prezydent miasta eller burmistrz (dansk: ~ bypræsidenten eller borgmesteren).
En powiat er afhængig af antallet af indbyggere placeret i NUTS 3 eller LAU 1 i Den Europæiske Unions regionale statistikker, svarende til danske landsdele og danske kommuner.